# Florian Jacoby
Florian Jacoby (* 5. Mai 1971 in Hamburg) ist ein deutscher Jurist und Hochschullehrer an der Universität Bielefeld.

## Leben
Florian Jacoby begann zum Wintersemester 1991/92 das Studium der Rechtswissenschaften an der Universität Hamburg, das er dort 1996 mit dem Ersten Juristischen Staatsexamen beendete. Anschließend arbeitete er an seiner Promotion, die er 1998 bei Reinhard Bork abschloss. Nach seinem Referendariat in Hamburg und Washington, D.C. legte er 2001 sein Zweites Staatsexamen ab. In der Folge war er als wissenschaftlicher Assistent von Bork an dessen Hamburger Lehrstuhl tätig. Im April 2006 habilitierte er sich dort und erhielt die venia legendi für die Fächer Bürgerliches Recht, Zivilprozessrecht sowie Handels- und Gesellschaftsrecht.
Im Sommersemester 2006 vertrat Jacoby einen Lehrstuhl an der Universität Bielefeld, ab dem folgenden Semester hatte er dort eine W2-Professur inne. Zum Wintersemester 2008/09 lehnte er einen Ruf der Ruprecht-Karls-Universität Heidelberg ab und nahm stattdessen das Angebot der Universität Bielefeld für eine W3-Professur an. Seitdem hat er dort den Lehrstuhl für Bürgerliches Recht, Zivilverfahrens-, Insolvenz- und Gesellschaftsrecht inne. Von Oktober 2014 bis Oktober 2016 war er Dekan der rechtswissenschaftlichen Fakultät der Universität Bielefeld.
Jacoby ist verheiratet und Vater zweier Kinder.

## Werke (Auswahl) und Herausgeberschaften
- Der Musterprozeßvertrag – Die gewillkürte Bindung an gerichtliche Entscheidungen. Mohr Siebeck, Tübingen 2000, ISBN 978-3-16-147285-5 (Dissertation).
- Das private Amt. Mohr Siebeck, Tübingen 2007, ISBN 978-3-16-149075-0 (Habilitationsschrift).
- Helmut Kollhosser, Reinhard Bork, Florian Jacoby: Freiwillige Gerichtsbarkeit. 2. Auflage. C.H. Beck, München 2002, ISBN 978-3-406-48955-6.
- Wolfgang Grunsky, Florian Jacoby: Zivilprozessrecht. 15. Auflage. Vahlen, München 2016, ISBN 978-3-8006-5238-9.
- Jan Kropholler (Begr.), Florian Jacoby, Michael von Hinden: Studienkommentar BGB. 15. Auflage. C.H. Beck, München 2015, ISBN 978-3-406-68175-2.